# Bocchus paglianoi
Bocchus paglianoi is een vliesvleugelig insect uit de familie van de tangwespen (Dryinidae). De wetenschappelijke naam van de soort is voor het eerst geldig gepubliceerd in 1984 door Olmi.